# Pan życia i śmierci
Pan życia i śmierci (ang. Lord of War) – film sensacyjny produkcji amerykańsko-francusko-niemieckiej w reżyserii Andrew Niccola, oparty na biografii międzynarodowego handlarza bronią Wiktora Buta.
Zdjęcia do filmu rozpoczęły się 19 lipca 2004, a premiera miała miejsce 4 listopada 2005.

## Obsada
- Nicolas Cage – Jurij Orłow
- Bridget Moynahan – Ava Fontaine Orlow
- Jared Leto – Witalij Orłow
- Shake Tukhmanyan – Irina Orłow
- Jean-Pierre Nshanian – Anatolij Orłow
- Jasper Lenz – Gregor
- Kobus Marx – Borys
- Stephan De Abreu – Lew
- Ian Holm – Simeon Weisz
- Tanya Finch – Ingrid
- Lize Jooste – Natasza
- Donald Sutherland – Pułkownik Oliver Southern
- Ethan Hawke – Agent Jack Valentine

## Ekipa
- Reżyseria: Andrew Niccol
- Scenariusz: Andrew Niccol
- Zdjęcia: Amir M. Mokri
- Muzyka: Antonio Pinto
- Montaż: Zach Staenberg
- Scenografia: Jean-Vincent Puzos
- Kostiumy: Elisabetta Beraldo
- Dekoracja wnętrz: Fred Du Preez
- Dyrektor artystyczny: Mike Berg
- Casting: Mindy Marin
- Producent wykonawczy: Bradley Cramp, Christopher Eberts, Fabrice Gianfermi, Gary Hamilton, Michael Mendelsohn, Andreas Schmid, James D. Stern
- Produkcja: Nicolas Cage, Jared Leto, Norman Golightly, Andreas Grosch, Andrew Niccol, Chris Roberts, Teri-Lin Robertson, Philippe Rousselet

## Opis fabuły
Jurij Orłow (Nicolas Cage) jest handlarzem bronią, gangsterem, który ma wiele twarzy i fałszywych tożsamości. Urodził się na Ukrainie, a dzięki podrobionym papierom o żydowskim pochodzeniu, wraz z rodzicami i bratem może cieszyć się urokami amerykańskiej demokracji i próbować realizować american dream. Zafascynowany strzelaniną między rywalizującymi rosyjskimi gangami, Jurij zostaje handlarzem bronią.